# Rolf Wouters

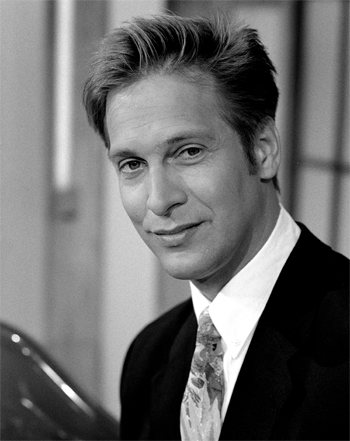
Rolf Wouters

Rolf Xavier Wouters (* 23. April 1963 in Rijswijk) ist ein niederländischer Moderator.
Bekannt wurde der hauptberufliche Konzeptentwickler und Betriebsberater durch die Reihe Showmasters auf NCRV, Er moderierte und schrieb für RTL / Endemol: Liefde op het eerste gezicht (Herzblatt), Now or Never und war engagiert für viele andere große Shows. 1995 wechselte er zu Veronica/Holland Media Groep. Er moderierte von 1992 bis 1996 Wedden, dat..?, die niederländische Kopie der deutschen Fernsehshow Wetten, dass..?.
1999 gründete er seine eigene Produktionsfirma, RedForest TV. Im selben Jahr moderierte er mit Big Brother erstmals das später international verkaufte Dokumentationsformat und war damit der weltweit erste Moderator des Formats. Mit RedForest war er der erste Produzent eines Internet-TV-Games. Andere Shows, die er moderierte, waren Rolf’s DiscoTrain (2001) und Rolf’s Antwoordapparaat (2002).
Für die holländische Dokumentation Royal Rolf (2003) besuchte er (u. a.) in Deutschland den Grafen von Bismarck, den Prinzen von Sachsen-Coburg und Gotha und den Erzherzog von Habsburg.
In Deutschland war er zu Gast bei Thomas Gottschalk in der 100. Sendung von Wetten, dass …? und als Juror in der ebenfalls von Gottschalk moderierten Show Die Cleversten – Der große Drei-Länder-Check 2005.
Im Herbst 2005 co-produzierte / moderierte er eine Quizshow auf Talpa TV.